# ساعة بغداد (رواية)
ساعة بغداد رواية للروائية العراقية شهد الراوي. صدرت الرواية لأوّل مرة عام 2016 عن دار الحكمة للنشر والتوزيع في لندن. ودخلت في القائمة القصيرة للجائزة العالمية للرواية العربية لعام 2018، المعروفة بأسم «جائزة بوكر العربية». تدور أحداث الرواية في منطقة راقية من أحياء بغداد في عقد التسعينيات من القرن العشرين، وترويها طفلة تجد نفسها مع عائلتها في ملجأ محصن ضد الغارات الجوية الأمريكية.

## حول الرواية
كتبت الرواية ببنية غير تقليدية على حد وصف أحد النقاد، وبجرأة سردية عالية تجاوزت فيها الكاتبة منطق تعاقب الأحداث، كما أنها استطاعت أن تنفذ من الأحلام والذكريات والأوهام إلى الواقع وبالعكس، لتروي قصة جيل ولد في حرب وعاش في حصار وهاجر في أعقاب حرب أخرى.

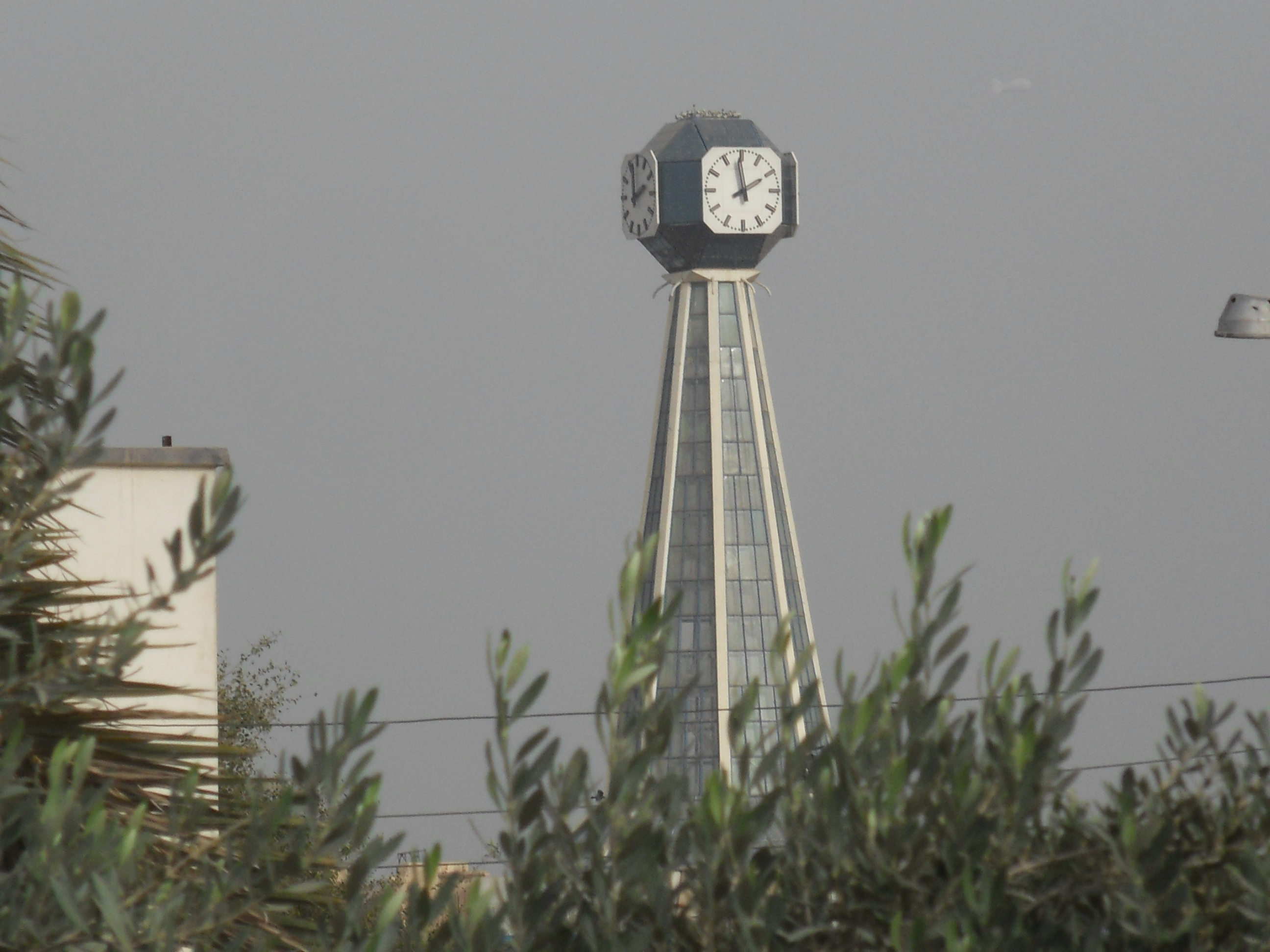
ساعة بغداد

تميزت الرواية بسرد الكاتبة لأحداث الرواية بشكل يتدرج في تعقيد المفردات اللغوية التي اعتبرها بعض النقاد اسلوباً مبتكراً في استقطاب القراء غير المتمرسين في الرواية العربية. حيث يبدأ باستخدام مفردات سهلة الاستخدام تدخل ضمن مفردات طفلة، تحاول التعبير عن الافكار والمشاعر المعقدة التي يشعر بها أي إنسان، مما يعطي انطباع للقارئ انها رواية مكتوبة بنوع من السذاجة التي ما تلبث أن تبدأ بتطوير التراكيب اللغوية والتشبيهات مع تقدم عمر القاص\الراوي الضمني للرواية والتي تسرد الأحداث مع شيء من الغموض المقصود للسماح للقارئ بملئ الفراغات المقصودة بما يستكمل القصة على مستوى فردي.
اعتبرت تقنية بناء مفردات تناسب عمر القاص الضمني حسب عمره من التقنيات الحديثة غير الشائعة في الرواية العربية عموماً، والرواية العراقية على وجه الخصوص. بالإضافة إلى ادخال عناصر من السحر\الميتافيزيقية في السردية التي تقع ضمن الواقعية للأحداث التي اعطت للمؤلفة امكانية الخروج من مأزق اللاواقعية في طرح الأفكار الفلسفية ذات عمق روحي ضمن الرواية التي يعتبرها النقاد من فئة روايات البلوغ Coming of Age story في مجتمع عانى من الحروب وتبعاتها.
تقول الكاتبة «روايتي عن أبناء جيلي ومدينتي بغداد التي غادرتها ولم تغادرني، عن طفولتنا ومراهقتنا وشبابنا وأمنياتنا التي حاولت أن أحميها من النسيان وأمنعها من الضياع، إنها (الرواية النظيفة) كما يروق لي تسميتها لأنها لا تتعمد أي إثارة خارج منطق الأحداث التي صنعها الواقع والحلم والذكرى والوهم، بعد الحد من دور العقل والمنطق في رسم النهايات الطبيعية المتوقعة، فهناك نهايات مفتوحة وأسئلة لم تتم الإجابة عنها وهكذا هي الحياة بمجملها».
وتضيف: «من الناحية الفنية، أنا مدينة بشكل كبير ليس لكبار الروائيين العالميين الذين قرأت بعض أعمالهم، وإنما للروائيات الشابات اللواتي بدأن باحتلال أماكنهن في الرواية ما بعد الحداثية، خاصة في أمريكا وكندا وأستراليا والمملكة المتحدة، واللائي أستطيع أن أعدهن الموجة الأولى من روائيات عصر السوشيال ميديا، من أمثال (إيما كلاين) وجوجو مويس و(هيلين ديني) وسواهن، حيث أضحت الرواية معهن عالما من التدفق الشعوري العميق، الذي لا يتردد في قبول الأوهام والأحلام كجزء حقيقي من الواقع المعيش، ولا مشكلة لديهن في أن يتدخل السحر في تغيير اتجاه الحدث وإعادة صياغته دون التضحية بهذا الواقع».

## الشخصيات
- الراوية (الطفلة/الفتاة): هي محور الرواية وصوتها المركزي، تمثل الجيل الذي وُلد أثناء الحروب وعاش الحصار وعاين سقوط بغداد، تنقل حكايات المكان والناس من منظور طفولي حالم لكنه مشبع بالمآسي والحنين، والحلم والخذلان، وتواكب تحولات العراق من زمن السلم إلى زمن الحرب والشتات.
- نادية: صديقة الراوية المقرّبة، تتعرفان في الملجأ عام 1991 أثناء القصف الأمريكي، وتبقيان معًا طوال الدراسة والحياة، حتى تفرّق بينهما الهجرة، وتنتقل لاحقًا إلى دبي.
- بيداء وسارة وريتا: صديقات الطفولة والمراهقة، يعشن أحلام الحب والمستقبل في ظل واقع يتداعى تحت وطأة الحروب، ويمثلن تنوع الفتيات العراقيات في الطباع والطموح.
- أحمد وفاروق وحسام: شباب المحلة، يشاركون الفتيات أحلامهم ويقعون في الحب أحيانًا، لكنهم يواجهون مصير العراق القاسي من قمع وهجرة وضياع.
- عمو شوكت: جار طيب يمثل الجيل البغدادي القديم، يعكس الحكمة والبساطة، وشخصيته محبوبة من قبل الجميع.
- باجي نادرة: امرأة من نساء الحيّ تمثل الحنان الشعبي والذاكرة الجماعية النسوية، وهي شاهدة على تحولات المحلة.

## اقتباسات
| ساعة بغداد (رواية) | فمثلاً، يمكنك ان تقول انها الساعة السابعة صباحاً حسب توقيت بغداد المحلي، بينما يقول شخص ما يقف من الجهة الثانية المقابلة انها الساعة الخامسة عصراً بتوقيت بغداد المحلي، في الجهة الثالثة بامكان شخص ما مر مصادفة في هذه المدينة ان يقول نحن الان في الساعة الثانية ظهراً من يوم الاربعاء الموافق 9 نيسان 2003، بينما شخص آخر يقف في الجهة المقابلة له و ليس بعيداً عنه يقول بدون ان يرتكب خطأ ما إن الوقت الان هو الساعة الرابعة من فجر يوم الاحد الموافق للعاشر من شهر شباط عام 1258. هكذا اضطراب الوقت المحلي في مدينة واحدة، يتقاسم اهلها الوقت حسب امكنتهم التي ينظرون منها إلى ساعتها. ففي هذه المدينة الغرائبية اصبحت اجيال مختلفة تتعايش فيها و ليس لديها احساس طبيعي بالزمن الذي تعيش بداخله. صار الناس يسبحون في فراغ زمني تختلط فيه قرون سحيقة مع سنوات حديثة، صار بالامكان رؤية نبوخذنصر و سميراميس يجلسان في مطعم يعمل فيه يزدجرد كسرى نادلاً. | ساعة بغداد (رواية) |

## الجوائز والترشيحات
| السنة | الجائزة                                           | النتيجة | مراجع         |
| ----- | ------------------------------------------------- | ------- | ------------- |
| 2018  | الجائزة العالمية للرواية العربية                  | رُشِّح     | [ 9 ]         |
| 2018  | جائزة الكتاب الأول في مهرجان إدنبرة الدولي للكتاب | فوز     | [ 10 ] [ 11 ] |

## وصلات خارجية
- آراء القراء حول رواية ساعة بغداد  على موقع جود ريدز